# Cantonul Épinay-sur-Seine
Cantonul Épinay-sur-Seine este un canton din arondismentul Saint-Denis (Seine-Saint-Denis), departamentul Seine-Saint-Denis, regiunea Île-de-France, Franța.

## Comune
| Comune           | Populație (1999) | Cod poștal | Cod INSEE |
| ---------------- | ---------------- | ---------- | --------- |
| Épinay-sur-Seine | 55.140           | 93800      | 93031     |